# Principát

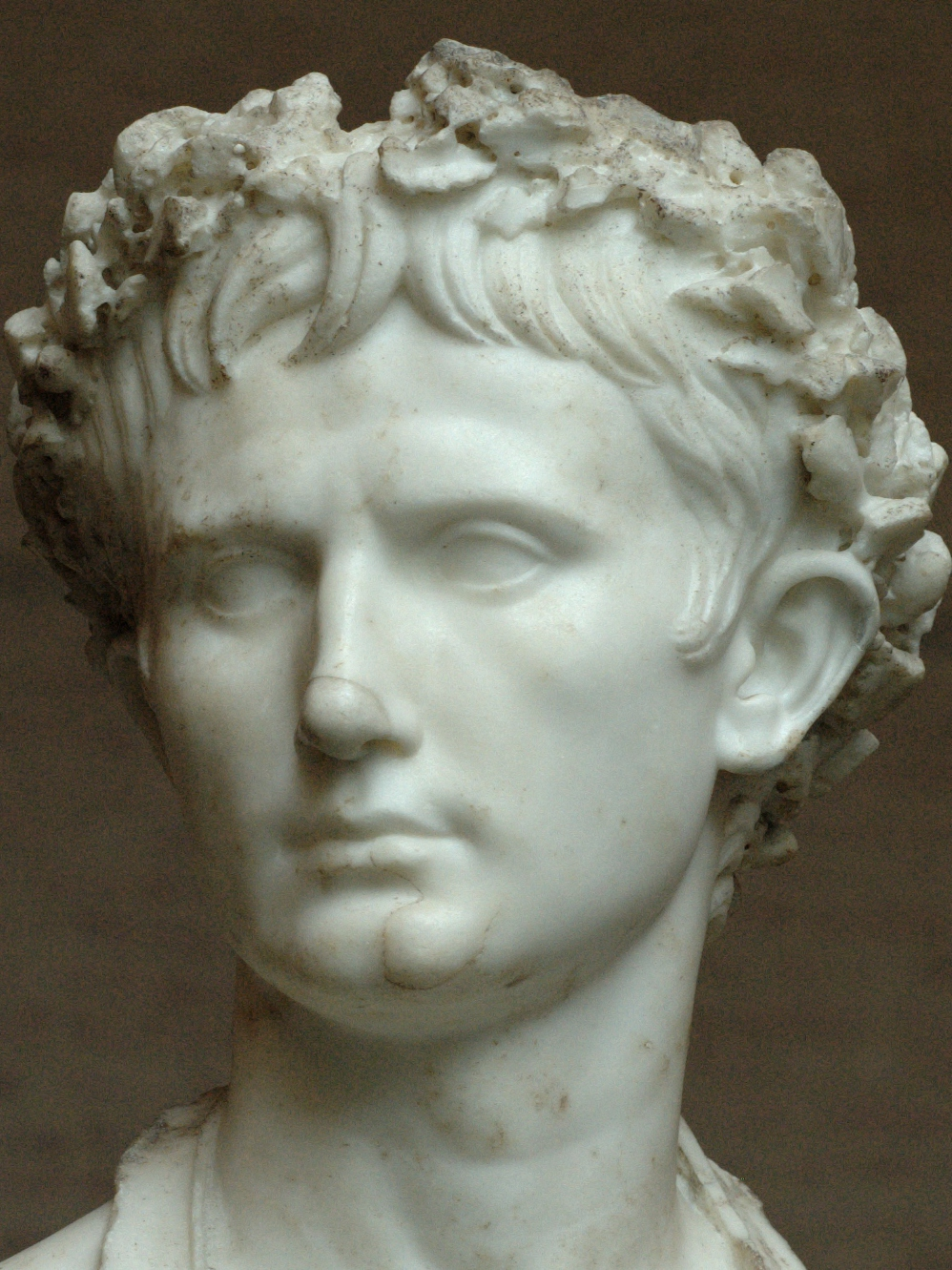
Octavius Augustus s občanskou korunou

Jako principatus - principát se označovala forma státního útvaru za rané císařské vlády v antické římské říši od Octavia Augusta do Diokleciána (císařem v letech 284–305), který zavedl centralizovanější a více absolutistický dominát.
Principát byl sice již monarchií, ale zachovával řadu principů republikánského zřízení. Existoval senát, který byl formálně považován za rozhodující státní orgán, konzul, tribuni lidu a další římští úředníci, ale jejich pravomoce byly postupně oslabovány.
Rozhodující moc měl v rukou princeps, první muž ve státě – císař (princeps inter pares – první mezi rovnými), který převzal také úřad nejvyššího velekněze (pontifex maximus). Výkonnou moc postupně přebralo jeho úřednictvo. Zákonodárná a soudní moc příslušela v principátu senátu. Již v průběhu tohoto období se ale vyskytovali císaři, kteří svými absolutistickými sklony předjímali dominátní zřízení – Domitianus a Aurelianus se nechávali oficiálně titulovat jako dominus et deus (Pán a Bůh).

## Císaři za principátu

### Julsko-klaudijská dynastie
- Augustus (Gaius Octavius)
- Tiberius
- Caligula
- Claudius
- Nero

### „Rok čtyř císařů“ (68/69)
- Galba
- Otho
- Vitellius
- (+Vespasianus)

### Flaviovská dynastie
- Vespasianus
- Titus
- Domitianus

### Adoptivní císaři
- Nerva
- Traianus
- Hadrianus
- Antoninus Pius
- Marcus Aurelius
- Commodus